# Wapen van Nieuw-Beijerland

Wapen van Nieuw-Beijerland

Het wapen van Nieuw-Beijerland werd op 24 juli 1816 door de Hoge Raad van Adel aan de gemeente Nieuw-Beijerland in gebruik bevestigd. Op 1 januari 1984 werd Nieuw-Beijerland onderdeel van de nieuwe gemeente Korendijk. Het wapen van Nieuw-Beijerland is daardoor komen te vervallen. In het wapen van Korendijk is het wapen van Nieuw-Beijerland in het schildhoofd overgenomen.

## Blazoenering
De blazoenering van het wapen luidde als volgt:
Gelozanjeerd van lazuur en zilver.
De heraldische kleuren in het wapen zijn lazuur (blauw) en zilver (wit). Het schild is gedekt met een oude Franse markiezenkroon.

## Geschiedenis
Het gemeentewapen is gelijk aan het wapen van de voormalige hoge heerlijkheid Nieuw-Beijerland. Het gebied waarin Nieuw-Beijerland was gelegen is in 1557 bedijkt door Lamoraal van Egmont, die het ontstane land noemde naar zijn vrouw, Sabina van Beieren. Dit gebied omvat ook de plaatsen Oud- en Zuid-Beijerland. Het is gelijk aan het wapen van Beieren.

## Verwante wapens

Het oude stamwapen van Beieren
Het wapen van Oud-Beijerland
Het wapen van Zuid-Beijerland
Het wapen van Korendijk
Het wapen van Woerden